# Bloody Kisses
Bloody Kisses ist das dritte Studioalbum der US-amerikanischen Metal-Band Type O Negative. Es erschien im August 1993 bei Roadrunner Records und bedeutete den kommerziellen Durchbruch für die Band. Das Album erreichte in den USA 1995 Gold- und im Jahr 2000 Platinstatus.

## Musikstil
Im Gegensatz zum vorhergehenden Album Slow, Deep and Hard wurden die Songs auf Bloody Kisses zugänglicher und melodischer. In die oft düsteren und melancholischen Liedern wurden Choralgesänge, Synthesizer- und Orgelpassagen integriert. Dennoch gibt es auch schnelle, Hardcore-ähnliche Songs. Mit dem Stück Summer Breeze von Seals & Crofts wurde ein Soft-Rock-Song von 1972 in einer Doom-Metal-ähnlichen Version gespielt. Die schnellen Songs sind eher kurz gehalten, die ersten beiden Singles Black No.1 (Little Miss Scare-All) und Christian Woman sind hingegen bis zu elf Minuten lang und bestehen aus mehreren, oft durch Tempiwechsel markierten Teilen. Bei Christian Woman sind diese Teile unterschiedlich benannt. Die Stücke gehen oft direkt ineinander über. Die beiden Hardcore-Stücke Kill All the White People (mit Phil Anselmo) und We Hate Everyone wurden auf der Digipak-Version vom 10. Mai 1994 entfernt und durch Suspended in Dusk ersetzt, der B-Seite der Single Christian Woman (dort mit dem Zusatz: „previously too embarassed to release“, zu Deutsch: „bislang zu beschämt, um es zu veröffentlichen“). Can’t Lose You ist eine Hymne an die Beatles.

## Entstehungsgeschichte
Wie schon das Vorgängeralbum wurde Bloody Kisses in Josh Silvers Studio Systems Two in Brooklyn aufgenommen. Dabei habe laut Booklet neben dem Bensonhoist Lesbian Choir auch das Brooklyn Philharmonic Orchestra unter der Leitung von Verdigris Philogiston mitgewirkt (offenbar eine fiktive Person, die später auf dem Album The Least Worst of erneut auftaucht). Weitere Aufnahmen wurden im Studio Sty in the Sky durchgeführt. Paul Bento ist an Sitar und Tambura zu hören. Etwa zwei Monate nach der Veröffentlichung wechselte Schlagzeuger Sal Abruscato zu Life of Agony, ex-Roadie Johnny Kelly übernahm seinen Posten. Nach den beiden ersten Singles wurde 1994 auch Summer Breeze ausgekoppelt. Am 9. November 1995 erhielt das Album als erstes des Labels Gold, am 14. Dezember 2000 Platin. Besonders in Europa musste sich die Band im Anschluss an die Veröffentlichung häufig in Interviews gegen Vorwürfe verteidigen, auf vorherigen Veröffentlichungen rechtes Gedankengut vertreten zu haben.

## Texte
Bei den Texten werden zum Teil Gothic-Metal-typische Themen wie Sex, Tod und Christentum aufgegriffen. Black No.1 ist als ironische Anspielung auf die Gothic-Metal-Szene und deren Anhängerinnen interpretiert worden, allerdings bezog Steele selbst das Lied auf persönliche Erfahrungen:

„Seit Slow, Deep and Hard habe ich ein paar interessante Frauen getroffen, und ein paar meiner Erlebnisse habe ich textlich verarbeitet - wie zum Beispiel in Black No. 1. Ich bin heute an einem Punkt, wo ich meine Statements nicht mehr mit dem Vorschlaghammer anbringen muss, sondern etwas sensibler zur Sache gehe.“

Bei Kill All the White People (Liedtext: „Kill all the white people / Then we’ll be free“, Deutsch: „Tötet alle Weißen / Dann werden wir frei sein“) und We Hate Everyone kann allerdings nicht von Sensibilität gesprochen werden: Ersteren Song bezeichnete Josh Silver als „Presse-Verarsche“, die Stücke sind somit als Reaktion auf die Rassismus-Vorwürfe gegen die Band zu sehen. Die Band gab an, den Hintergrundgesang von Kill All the White People hätten „fünf unserer schwarzen Freunde“ eingesungen.

## Rezeption
Im Rolling Stone erhielt Bloody Kisses eine eher skeptische Rezension. Julia Szabo setzte sich kritisch mit den Texten auseinander. Sie hob die drei Singles hervor und vergab zweieinhalb von fünf Sternen. Dennoch belegte das Album im Jahr 2014 Platz 88 auf der Liste Die 100 besten Metal- und Hardrock-Alben aller Zeiten der Zeitschrift.
Steve Huey von allmusic.com nannte die Platte einen „größeren Schritt vorwärts“, kritisierte aber ebenfalls textliche „Klischees“. Die Platte klinge wie eine „Beerdigung“, habe aber dem Gothic-Metal-Genre neues Leben eingehaucht. Die Bewertung war 4,5 von fünf Sternen.
Im deutschen Rock Hard nannte Frank Albrecht Bloody Kisses die „Platte, mit der Pete Steele all seinen Gegnern und Neidern das Maul stopfen wird.“ Er nannte sie textlich „einwandfrei“, lobte sie musikalisch sehr und sprach bereits zu dieser Zeit vom „Album des Jahrzehnts“, das eigentlich das Bewertungssystem sprenge. Es resultieren zehn von zehn Punkten. In den monatlichen „Redaktionscharts“ teilte sich das Album Platz 2 mit The Missing Link von Rage. In seiner Best-of-Liste mit 500 Alben setzte das Magazin Bloody Kisses auf Platz 365. Wolf-Rüdiger Mühlmann nannte das Album mit seiner „Trauerweidenromantik“ einen „langlebigen Klassiker“.

## Titelliste

### Originalveröffentlichung
1. Machine Screw (Intro) – 0:40
2. Christian Woman – 8:55
3. Black No.1 (Little Miss Scare-All) – 11:11
4. Fay Wray Come Out and Play (Interlude) – 1:04
5. Kill All the White People – 3:23
6. Summer Breeze (Seals & Crofts) – 4:47
7. Set Me on Fire – 3:29
8. Dark Side of the Womb (Interlude) – 0:26
9. We Hate Everyone – 6:50
10. Bloody Kisses (A Death in the Family) – 10:52
11. 3.0.I.F. (Interlude) – 2:06
12. Too Late: Frozen – 7:49
13. Blood & Fire – 5:30
14. Can’t Lose You – 6:05

### Digipak-Wiederveröffentlichung
1. Christian Woman – 8:53
2. Bloody Kisses (A Death in the Family) – 10:56
3. Too Late: Frozen – 7:50
4. Blood & Fire – 5:32
5. Can’t Lose You – 6:05
6. Summer Breeze (Seals and Crofts) – 4:49
7. Set Me on Fire – 3:29
8. Suspended in Dusk (neu auf dieser Version) – 8:36
9. Black No.1 (Little Miss Scare-All) – 11:15

### Top-Shelf-Edition (Wiederveröffentlichung)
Am 5. Mai 2009 erschien eine Wiederveröffentlichung mit einer Bonus-CD mit B-Seiten und Raritäten.
CD 1:
1. Machine Screw (Intro) – 0:40
2. Christian Woman – 8:55
3. Black No.1 (Little Miss Scare-All) – 11:11
4. Fay Wray Come Out and Play (Interlude) – 1:04
5. Kill All the White People – 3:23
6. Summer Breeze (Seals and Crofts) – 4:47
7. Set Me on Fire – 3:29
8. Dark Side of the Womb (Interlude) – 0:26
9. We Hate Everyone – 6:50
10. Bloody Kisses (A Death in the Family) – 10:52
11. 3.0.I.F. (Interlude) – 2:06
12. Too Late: Frozen – 7:49
13. Blood & Fire – 5:30
14. Can’t Lose You – 6:05

CD 2:
1. Suspended in Dusk – 8:36
2. Black Sabbath
3. Black Sabbath (From the Satanic Perspective)
4. Christian Woman (Edit)
5. Christian Woman (Butt-Kissing Sell-Out Version)
6. Black #1 (Edit)
7. Blood & Fire (Out of the Ashes Remix)
8. Summer Breeze (Rick Rubin Mix)

## Artwork
Auf dem Albumcover sind zwei Frauen zu sehen, die mit offenen Mündern eng aneinandergelehnt sind.

„Man kann das Cover dahingehend interpretieren, daß diese beiden Frauen tot sind, schlafen oder Sex miteinander haben. Ich will nicht verraten, was ich mir dabei gedacht habe, aber der Anblick gefällt mir. Das Motiv ist düster, mysteriös und gefühlvoll zugleich.“

Auf die Frage, ob das Bild eine Anspielung auf Homosexualität sei, sagte Steele, er habe „kein Problem mit dieser Interpretation.“